# Mouterre-sur-Blourde
Mouterre-sur-Blourde is een gemeente in het Franse departement Vienne (regio Nouvelle-Aquitaine) en telt 156 inwoners (1999). De plaats maakt deel uit van het arrondissement Montmorillon.

## Geografie
De oppervlakte van Mouterre-sur-Blourde bedraagt 20,0 km², de bevolkingsdichtheid is 7,8 inwoners per km².
De onderstaande kaart toont de ligging van Mouterre-sur-Blourde met de belangrijkste infrastructuur en aangrenzende gemeenten.

## Demografie
Onderstaande figuur toont het verloop van het inwonertal (bron: INSEE-tellingen).